# تحالف القابلات في أمريكا الشمالية
في 1982، تم تأسيس تحالف القابلات (الدايات) في أمريكا الشمالية كمنظمة مهنية للقابلات. هدفها المعلن هو توحيد وتقوية مهنة توليد النساء. وبالتالي تحسين الرعاية الصحية للنساء، الرضع، والمجتمعات.

## الأهداف المعلنة
أعلنت المنظمة أن أهدافها هي :
- توسيع التواصل والدعم بين قابلات أمريكا الشمالية.
- تشكيل منظمة محددة ومتماسكه تمثل مهنة توليد النساء علي مستوي إقليمي، ووطني، ودولي.
- تعزيز المبادئ التعليمية للقابلات والمساعدة في تطوير أنظمتهن التعليمية .
- تعزيز البحث في مجال توليد النساء كاختيار متاح لرعاية صحية جيدة.
- تعزيز ودعم حق المرأة في اختيار مقدم رعايتها ومكان الولادة.
- تعزيز التعليم العام والدعوة لتوليد النساء بواسطه القابلة.

## العضوية
عضوية تحالف القابلات في امريكا الشمالية تشمل القابلات وطلابهن، وموفري رعاية صحية اخرين، والعائلات.
أكثر من ثلث عضوات التحالف من القابلات هن قابلات محترفات ومعتمدات، والباقي ممرضات معتمدات، وقابلات معتمدات، وقابلات مرخصات من الولاية، وقابلات تقليديات وقابلات طالبات/متدربات.